# Ohel Elimelecha w Leżajsku

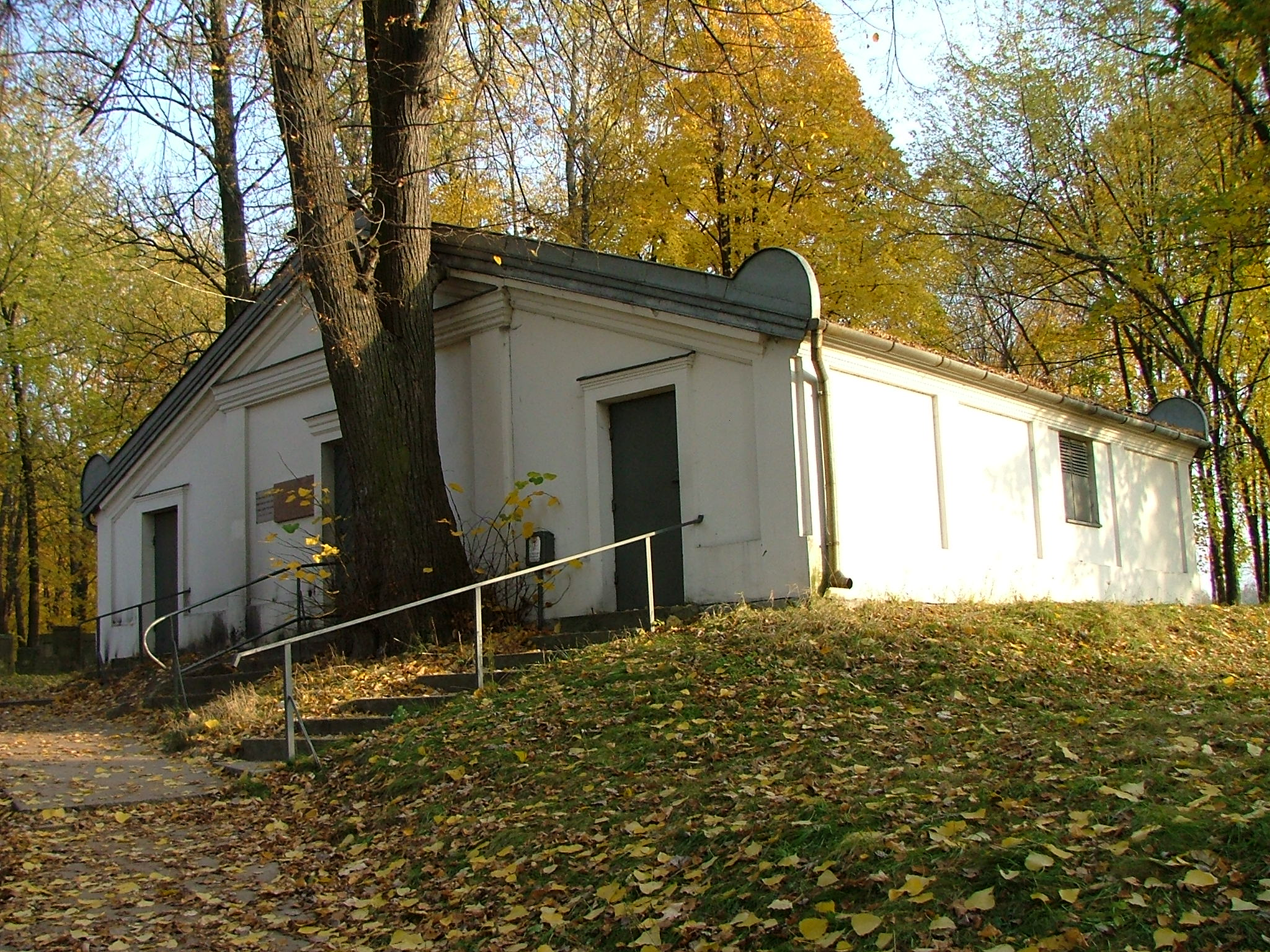
Ohel

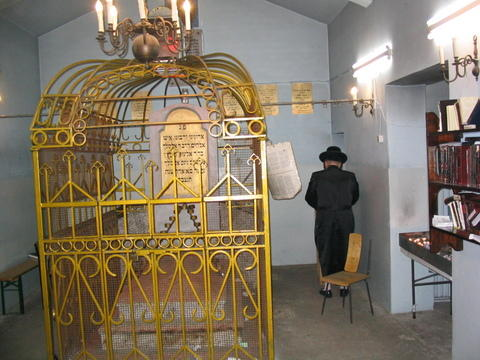
Grób cadyka

Ohel Elimelecha w Leżajsku – ohel cadyka Elimelecha znajdujący się na cmentarzu żydowskim w Leżajsku, przy ulicy Górnej.
Pierwszy drewniany, kryty gontem ohel powstał w XIX wieku. W 1940 roku Niemcy zburzyli go i rozkopali grób cadyka, z nadzieją, że znajdą drogocenne przedmioty. Według podań podczas rozkopywania grobu cadyk spojrzał na prześladowców smutnymi oczami, poprzez co wystraszeni uciekli i dalej nie niszczyli grobu, jak i całego cmentarza. Szczątki cadyka leżały kilka dni pod jednym z drzew. Wkrótce zostały ponownie pochowane w białym ręczniku przez Lejba Katza, jednak zrobił to w innym miejscu, które wskazał Zdzisławowi Zawilskiemu, ostatniemu przedwojennemu zastępcy burmistrza Leżajska Tadeusza Nizińskiego.
Po zakończeniu wojny, w 1959 r. z wyłącznej inicjatywy rabina Samuela Friedmanna z Wiednia rozpoczęto budowę nowego, murowanego ohelu, który był jednonawowy (zewnętrzne ściany były w miejscu lizen widocznych na frontowej ścianie dzisiejszej kaplicy. Budowę realizował murarz nazwiskiem Kusy, a finansował to ww. Samuel Friedmann, wymieniając dolary w banku, po oficjalnym kursie. Baruch Safir był zdecydowanym, przeciwnikiem tej budowy do tego stopnia, że zawiadomił prokuratora o "nielegalnym obrocie dolarami" przez Zdzisława Zawilskiego, u którego gościł rabin Friedmann podczas każdorazowego pobytu w Leżajsku. Prokurator nie wniósł aktu oskarżenia, bo Zdzisław Zawilski okazał otrzymane od rabina bankowe dowody wymiany dolarów na złotówki oraz skrupulatne rozliczenie za materiały i robociznę. Kazimierz Gdula był w domu Z. Zawilskiego podczas I wizyty rabina Friedmanna i opowiadał mu o historii leżajskich cadyków. Rabin Friedman mówił, że budowę finansuje wyłącznie z własnych funduszy, jako wotum za ocalenie, kiedy był więźniem obozu Mauthausen, w którym po raz pierwszy dowiedział się o Elimelechu Weissblumie. Do szkoły rabinackiej wstąpił dopiero po wojnie. Budowę jednonawowego ohelu zakończono w 1963 r. W 1994 roku mieszkający w Nowym Jorku, a urodzony w okolicach Krakowa, rabin Mendel Reichberg zlecił arch. Zbigniewowi Zawilskiemu projekt rozbudowy ohelu. Dopiero wówczas zostały dobudowane dwie boczne nawy. To rabin Mendel Reichber zbierał w USA fundusze, ale na rozbudowę ohelu. Po rozbudowie ohel składa się z trzech części: centralnej z nową macewą cadyka, otoczonego kutą kratą i dwóch bocznych naw: jednej dla mężczyzn, drugiej dla kobiet. Powyższe informacje zostały przekazane przez Zbigniewa Zawilskiego, syna Zdzisława. Do dziś zachowała się oryginalna macewa cadyka Elimelecha z Leżajska z 1776 roku.
W marcu 2008 roku ohel cadyka został sprofanowany i pokryty antysemickimi napisami, co zdarzyło się po raz pierwszy w powojennej historii Leżajska. Ohel ucierpiał w wyniku pożaru nocą z 8 na 9 marca 2018 roku, podczas corocznej pielgrzymki chasydów.
Ohel jest obecnie najliczniej i najchętniej odwiedzanym grobem cadyka w Polsce, a nawet i Europie. Wśród pielgrzymów znalazła się również znana hollywoodzka aktorka Demi Moore (członkini grupy wyznaniowej Kaballah Center) czy światowej sławy piosenkarka Madonna.